# DTP Entertainment
DTP entertainment AG (з 1995 по 1999 — DTP Neue Medien, скорочення DTP — Digital Tainment Pool) — німецька компанія, видавець відеоігор, заснована 1995 року Томасом Баюра. Штаб-квартира розташована в місті Гамбург, Німеччина. Станом на 2014 рік у компанії працювало близько 140 співробітників. Вона є однією з провідних видавців ігор в Німеччині. DTP відома за видання великої кількості ігор, які були розроблені в Німеччині, особливо пригодницьких відеоігор. Компанія також виступає як дистриб'ютор відеоігор. 

## Дочірні компанії
У 2004 році була відкрита нова дочірня компанія, dtp young entertainment, яка спеціалізується на розробці та виданні освітнього програмного забезпечення та ігор для дітей. У 2007 році dtp відкрила свої власні студії, Cranberry Productions, яка розташована в Ганновер і і RealU, розташована в Сінгапуре. У 2008 році dtp купила студію розробників з Бремена, House of Tales.

## Видані гри
- 2001 — The Mystery of the Druids
- 2003 — Runaway: A Road Adventure
- 2004 — The Black Mirror
- 2004 — The Moment of Silence
- 2004 — Sherlock Holmes: Secret of the Silver Earring
- 2005 — Nibiru: Messenger of the Gods
- 2006 — Undercover: Operation Wintersonne
- 2006 — Runaway 2: The Dream of The Turtle
- 2007 — Undercover: Doppeltes Spiel
- 2007 — Legend: Hand of God
- 2008 — Windchaser
- 2008 — So Blonde
- 2008 — Drakensang: The Dark Eye
- 2009 — Memento Mori
- 2009 — Giana Sisters DS
- 2009 — Crazy Machines 2
- 2009 — Divinity II: Ego Draconis
- 2009 — Venetica
- 2009 — The Black Mirror II
- 2010 Drakensang: The River of Time
- 2010 — King's Bounty: Принцеса в обладунках (видання в Німеччині)
- 2010 — Alarm für Cobra 11 - Das Syndikat
- 2010 — Summer Challenge: Athletics Tournament
- 2010 — Winter Sports 2011: Go for Gold
- 2011 Gray Matter
- Tony Tough
- 2011 — Nuclear Dawn